# Arévalo
|  | Per la localitat de l'Uruguai, vegeu Arévalo (Uruguai) |

Arévalo és un municipi d'Espanya pertanyent a la província d'Àvila, a la comunitat autònoma de Castella i Lleó.